# Agustín Cortés Soriano
Agustín Cortés Soriano (Valencia, 23 de octubre de 1947) es un eclesiástico español, administrador apostólico de San Felíu de Llobregat, siendo el primer obispo de esta diócesis entre 2004 y 2024. Anteriormente fue obispo de Ibiza (1998-2004).

## Biografía

### Inicios y sacerdocio
Nacido en la ciudad de Valencia en el año 1947. Realizó sus estudios eclesiásticos en el Seminario Metropolitano de Valencia, y también se licenció en Teología en la Facultad de Teología San Vicente Ferrer, posteriormente en el año 1993 se trasladó a Italia donde se doctoró en Teología por la Pontificia Universidad Gregoriana de Roma.

### Presbiteriado
El día 23 de diciembre del año 1971 fue ordenado como sacerdote.
Un año más tarde entre 1972 y 1974 fue vicario de la localidad valenciana de Cuart de Poblet, siendo también en 1973 hasta 1984, capellán del Colegio San José de la Montaña de Valencia y entre 1974 hasta 1976 fue rector en Cuart de Poblet y también profesor en el Instituto Lluís Vives. Desde 1976 a 1978 fue director del Secretariado Diocesano de Pastoral Juvenil y después vicario de San Antonio de Padua de Valencia, también desde ese mismo año hasta 1984 fue el secretario personal del anterior arzobispo de Valencia Mons. Miguel Roca Cabanellas, dos años más tarde en 1986 fue el Rector del Seminario Metropolitano de Valencia, y desde 1997 a 1998 fue Canónigo Penitenciario de la Catedral de Santa María de Valencia. Y como profesor desde 1990 a 1998 estuvo trabajando en la Facultad Teológica de Valencia, el Instituto Teológico para el Matrimonio y la Familia y en el Instituto de Ciencias Religiosas de Valencia.

### Episcopado
El día 20 de febrero del año 1998, el papa Juan Pablo II le otorgó la ordenación episcopal, nombrándolo como Obispo titular de la Diócesis de Ibiza, recibiendo el Sacramento del Orden el día 18 de abril del mismo año, a manos del entonces Nuncio Apostólico en España Mons. Lajos Kada, y teniendo como co-consagrantes al cardenal Ricard Maria Carles i Gordó (entonces Arzobispo de Barcelona), y a Agustín García-Gasco y Vicente (entonces Arzobispo de Valencia), donde sucedió en el cargo al anterior obispo Javier Salinas Viñals.
Posteriormente el día 12 de septiembre del año 2004 dejó de ser el obispo de Ibiza siendo sucedido por Mons. Vicente Juan Segura, debido a que el papa Juan Pablo II lo nombró como nuevo y primer Obispo de la recién creada Diócesis de Sant Feliu de Llobregat, comenzando su trabajo en su nueva diócesis el 12 de septiembre del mismo año, cargo diocesano que actualmente mantiene.
El 8 de octubre de 2024 fue aceptada su renuncia al gobierno pastoral de la diócesis de San Felíu de Llobregat, por límite de edad. Permanecerá como administrador apostólico sede vacante hasta el 30 de noviembre.
En la Conferencia Episcopal Española (CEE), fue miembro entre los años 1999 y 2002 de la Comisión Episcopal para la Doctrina de la fe, después desde el último año hasta el 2005 fue miembro de la comisión de Enseñanza y Catequesis y desde 1996 hasta el 2011 fue miembro de la comisión de Seminarios y Universidades, hasta que entre 2011 fue el presidente de la comisión y actualmente se mantiene como Vicepresidente. Actualmente es, desde marzo de 2020, responsable del Área de Vicarios de la Comisión Episcopal para la Evangelización, Catequesis y Catecumenado.